# 成功小孩

“成功小孩”

成功小孩（英語：Success Kid），或稱握拳寶寶、打氣小童，是一張照片，照片中有一個嬰兒，表情堅定地握著一把沙。這張照片攝於2007年，並在之後變成網路迷因。其受歡迎的程度使得CNN聲稱照片中的孩子薩米·格林納（Sammy Griner，2006年—）「可能是網路上最知名的孩子」。除了在社群網站上廣泛流傳，這張圖片也被用於商業用途，並曾被白宮用來推行移民政策改革。2015年年中，格林納家族將這張圖片用於在眾籌平台GoFundMe上籌措家族中父親的腎臟移植。

## 歷程
這個迷因源於2007年，當時萊尼·格林納（Laney Griner）在Flickr上傳了她兒子薩米試圖吃沙子的照片。這張迷因圖最初搭配的文字是「我討厭沙堡」，表示這個孩子剛才摧毀了另一個孩子堆的沙堡。最終，對於這張照片的詮釋轉變為強調這個男孩的表情和緊握的拳頭，並加上了祝賀用語，用以表示祝賀或祈求好運。萊尼·格林納不喜歡「我討厭沙堡」的迷因，因為她覺得這讓她那個實際上很喜歡沙堡的孩子成了一個會欺負人的孩子，不過她接受「成功小孩」的解釋。
在迷因蔚為風潮後，萊尼將這張圖片授權給圖庫公司蓋帝圖像，不過之後就改為自己持有，並在2012年對圖片申請版權保護，並在那之後將圖片授權給多家廣告商。這張圖片被用於飲料廣告和電信公司的廣告牌上。2013年，她聘顧「迷因管理師」斑·拉許（Ben Lashes），作為她兒子的代理人，負責進行與這張照片有關的交易。包括把肖像印在熱門話題推出的T恤上、張貼在睿俠的辦公室內、出現在Xbox的螢幕保護程式上，這張照片還被歐巴馬政府用來做為推行移民政策改革的宣傳圖。這張宣傳對迷因的運用在推特上受到廣泛歡迎。
萊尼也對未經授權就使用照片的人採取相應措施，一家煙火公司未經許可就在產品上貼上這張照片，因此遭到萊尼提告。2020年1月，美國政治人物史提夫·金未經允許就使用成功小孩的照片來進行募款，萊尼發了一封信函要求他停止並終止這項行為。
2012年，賈斯汀和萊尼在參與網路名人大會ROFLCon時，談到撫養孩子與保護孩子所擁有的品牌時所面臨的挑戰。許多人批評他們是在消費自己的孩子，萊尼對此回應，指出自己無法控制迷因的傳播，但也不擔心反效果，因為「最重要的是有更多人因為這張圖片而感到快樂。」

## GoFundMe活動
在薩米出生前不久，他的父親賈斯汀（Justin）被診斷出患有腎臟衰竭，每週有三天必須接受四小時的透析治療。2015年四月，萊尼在GoFundMe上發起募資活動，希望能募到75000美金，用於支付丈夫的醫療費用和腎臟移植費用。她原本將募資的重點放在丈夫的醫療需求，且不希望這個活動與「成功小孩」迷因扯上關係，但後來她改變主意。在那之後的五天內，她成功募得了來自300人、將近9000美元的捐款。在活動訊息被轉貼到Reddit後的幾天內，募款總額超過了83000美元。這個故事被多家媒體報導，包括ABC新聞、CNN、BuzzFeed、時代雜誌、哈芬登郵報及其它多家媒體。2015年八月，ABC新聞報導賈斯汀接受了移植手術，術後狀況良好，已出院並逐漸康復。

## 外部連結
- , CBS News (video), December 13, 2016  [2020-07-02], （原始内容存档于2020-07-29）